# II. Pszammetik
II. Pszammetik (uralkodói nevén Noferibré; görögösen Pszammuthisz (ógörögül: Ψαμμουθις, latinul: Psammetic(h)us); ? – Kr. e. 589. február 9.) ókori egyiptomi fáraó Kr. e. 594-től haláláig. II. Nékó fia.

## Uralkodása

### Núbiai hadjárat
Kr. e. 592-ben ő is behatolt Núbia (Napata) földjére. A hadjáratban az egyiptomiak mellett zsoldosok is részt vettek. A hadsereg messze délre nyomult előre, valószínűleg elérte a 4.–5. katarakta vidékét, ahol az Egyiptomi újbirodalom óta nem jártak egyiptomi csapatok.
A hadjáratról Pszammetik vezérei sok fogollyal, zsákmánnyal tértek haza a nagy dúlás után.

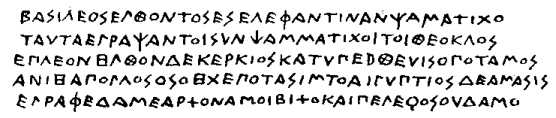
Az egyiptomi hadsereg felirata II. Ramszesz szobrán

Az egyiptológusok nem értenek egyet a hadjárat okát illetően. Kákosy László szerint az adott helyzetben nem lett volna túl sok értelme, hozadéka egy núbiai hadjáratnak, ezért kusita fenyegetést feltételez, amelynek megelőzésére történt a hadjárat. Mások egyszerűen fosztogatásnak nevezik. II. Ramszesz egyik Abu Szimbel-i kolosszusán olvasható egy ógörög nyelvű felirat, amely szerint a két csapattest egyike egyiptomi katonákból állt Jahmesz – akinek ez az első ismert említése – vezetése alatt, a másik pedig idegen, többnyire görög zsoldosokból, akiket egy Potaszimto nevű parancsnok vezetett.

### Szíriai hadjárat
Kr. e. 590-ben vezetett egy hadjáratot Szíriába – bízva abban, hogy Babilon a tartós fenyegetettség miatt nem tud beavatkozni –, de jelentős vagy tartható sikereket mégsem ért el.
Nem sokkal a palesztinai hadjáratot követően meghalt, a trónon fia, II. Uahibré követte.

## Titulatúra
A fáraók titulatúrájának magyarázatát és történetét lásd az Ötelemű titulatúra szócikkben.
| G5 |

| G5 |

| mn · n | x · t | U22 · F34 | Z1 |

| mn · n | x · t | U22 · F34 | Z1 |

| mn · n | x · t | U22 · F34 | Z1 |

| mn · n | x · t | U22 · F34 | Z1 |

| G5 |

| G5 |

| mn · n | x · t | U22 · F34 | Z1 |

| mn · n | x · t | U22 · F34 | Z1 |

| mn · n | x · t | U22 · F34 | Z1 |

| mn · n | x · t | U22 · F34 | Z1 |

| M23 | L2 |

| M23 | L2 |

| p · z | m | T · k |

| p · z | m | T · k |

| p · z | m | T · k |

| p · z | m | T · k |

| p · z | m | T · k |

| p · z | m | T · k |

| p · z | m | T · k |

| p · z | m | T · k |

| M23 | L2 |

| M23 | L2 |

| p · z | m | T · k |

| p · z | m | T · k |

| p · z | m | T · k |

| p · z | m | T · k |

| p · z | m | T · k |

| p · z | m | T · k |

| p · z | m | T · k |

| p · z | m | T · k |

| G39 | N5 | \| \| |
|     |    |       |

|  |

| G39 | N5 | \| \| |
|     |    |       |

|  |

| ra | nfr | ib |

| ra | nfr | ib |

| ra | nfr | ib |

| ra | nfr | ib |

| ra | nfr | ib |

| ra | nfr | ib |

| ra | nfr | ib |

| ra | nfr | ib |

| G39 | N5 | \| \| |
|     |    |       |

|  |

| G39 | N5 | \| \| |
|     |    |       |

|  |

| ra | nfr | ib |

| ra | nfr | ib |

| ra | nfr | ib |

| ra | nfr | ib |

| ra | nfr | ib |

| ra | nfr | ib |

| ra | nfr | ib |

| ra | nfr | ib |